# Corynebacterium jeikeium
Il Corynebacterium jeikeiun è un batterio responsabile di infezioni negli immunodepressi ed ha un elevato indice di mortalità.